# Ждановський (Нижньогородська область)
Ждановський (рос. Ждановский) — селище в Кстовському районі Нижньогородської області Російської Федерації.
Населення становить 5336 осіб. Входить до складу муніципального утворення Большеєльнинська сільрада.

## Історія
Від 2009 року входить до складу муніципального утворення Большеєльнинська сільрада.

## Населення
| 2002 | 2010  |
| ---- | ----- |
| 5499 | ↘5336 |